# Hannah Montana (film)
Hannah Montana (v izvirniku Hannah Montana: The Movie) je glasbeni film iz leta 2009 in je upodobitev ameriške najstniške televizijske serije Hannah Montana. Film je režiral Peter Chelsom, scenarij zanj pa je napisal Daniel Berendsen. Film so producirali David Blocker, Billy Ray Cyrus, Alfred Gough, Miles Millar, Steven Peterman in Michael Poryes. V njem igrajo Miley Cyrus, Emily Osment, Mitchel Musso, Jason Earles, Moises Arias, Lucas Till, Vanessa L. Williams, Margo Martindale in Billy Ray Cyrus. Film govori o tem, kako popularnost Hannah Montane začne negativno vplivati na življenje Miley Stewart. Mileyjin oče jo prisili, da obišče svoje rojstno mesto Crowley Corners, Tennessee, da bi dobila nekaj prespektive o tem, kaj je zares važno v njenem življenju.
Snemanje filma se je pričelo v aprilu leta 2008, večinoma v okolici Columbie, Tennessee, in Los Angelesa, Kalifornija in se končalo julija 2008. Film je v kinematografih izšel 10. aprila 2009 v Združenih državah Amerike in Kanadi. Ker je film temeljil na najstniški seriji z Disney Channela, je Disney Channel po tej seriji večkrat predvajal napovednik za film. Film je užival velik finančni uspeh ter postal najbolje prodajani film tistega tedna, vendar je s strani filmskih kritikov dobival le povprečne ocene.

## Zgodba
Miley Stewart se bori s svojim egom in naraščajočo se popularnostjo. Medtem Oswald, zvit novinar pod krinko za revijo tračev, BonChic, sliši Hannah, kako govori o tem, da ima skrivnost in je odločen ugotoviti, kaj slednja je. Kasneje se Miley stepe z manekenko Tyro Banks zaradi para čevljev. Steve Rushton nastopa na zabavi za šestnajsti rojstni dan Lilly Truscott. Ko ji Oswald na skrivaj sledi v limuzini na zabavo, je Miley zabavi prisiljena prisostvovati kot Hannah in ne kot Miley, zaradi česar dobi vso pozornost, ki bi sicer morala pripadati njeni najboljši prijateljici, še posebej, ko skupaj s Steveom Rushtonom in bandom Days Difference nastopi s pesmijo »Let's Get Crazy«. Oliver in Rico skušata Lilly preprečiti, da bi zapustila uničeno lastno zabavo s tem, da eksplodirata njeno rojstnodnevno torto. Jezna na Miley, Lilly pove Oswaldu, da je Hannah doma iz mesta, imenovanega Crowley Corners; ne da bi vedela, da je Oswald novinar.
Robby zabavo zapusti besen, saj časopisi poročajo o pretepu med Hannah in Tyro ter o Hannahinem vedenju čez zadnje mesece. Še istega dne odideta podelitev nagrad World Music Awards v New Yorku v zasebnem letalu, ki pa pristane v Crowley Cornersu, Tennessee, njenem rojstnem mestu, kjer naj bi se udeležila rojstnega dne njene babice Ruby, da bi videla, kakšno življenje bi lahko imela. Naenkrat imata Robby in Miley lastni ljubezenski simpatiji. Robbie se zaljubi v Lorelai, ki jo je upodobila Melora Hardin, Miley pa razvije globoko zvezo s prijateljem iz otroštva, Travisom Brodyjem, ki ga je zaigral Lucas Till, takoj za tem, ko ji slednji pomaga jahati na njenem starem konju, imenovanem Blue Jeans.
Medtem Miley odganja Robbyja, ki ji omeni, da se zdi, kot da si bolj želi biti Hannah Montana, kot pa preživljati čas z družino. Oswald medtem sledi Miley v njeno rojstno mesto. Kasneje se Miley trudi napisati pesem, vendar je, potem ko jo Travis ignorira, ne dokonča. Vmes poteka bitka med tržnim podjetjem in prebivalci Crowley Cornersa, saj podjetje želi zgraditi nakupovalni center in s tem uničiti travnike v Crowley Cornersu. Na zabavi v baru tiste noči, na kateri zbirajo denar za ohranitev travnikov Crowley Cornersa, Billy Ray Cyrus zapoje pesem »Back to Tennessee«, Taylor Swift pa pesem »Crazier«. Medtem ko Miley zapoje pesem »Hoedown Throwdown« na zabavo prispejo poslovneži iz podjetja. Nato Travis pove, da Miley pozna Hannah Montano (Miley se je Travisu zlagala, da je Hannah v nesreči pri surfanju rešila življenje) in da bi, če bi Hannah nastopila na dobrodelnem koncertu, lahko rešili travnike v Crowley Cornersu. Kmalu za tem imata oba, Robby in Miley, prvi zmenek s svojima simpatijama.
Miley prosti čas preživlja z Lilly, ki je tja prispela kot Hannah Montana skupaj z bandom in pomočniki Hannah Montane in skupaj se naličita. Miley veliko časa preživi na kmetiji, medtem ko sama skuša biti tudi Hannah. Oswald posname sliko nje in Lilly, Lilly pa ga povabi na skrivno nesrečo. Ko Miley vidi Travisa, se z njim pogovarja kot Hannah in ga pri tem spodbudi k temu, da bi Miley povabil na zmenek; Travis se odloči, da bo sprejel njen nasvet. Miley privoli, da bo odšla na zmenek z njim, vendar jo ob istem času Loralie povabi na večerjo s šerifom (v času, ko jo povabi, se pravzaprav pogovarja z Lilly, ki se pretvarja, da je Hannah).
Miley se trudi prisostvovati tako na večerji kot na zmenku ob istem času. Nazadnje jo Travis in majhna deklica zalotita, ko se skuša preobleči iz Hanninih oblačil v Mileyjina. Nemudoma pusti Miley in zaradi tega je obupana. Vse skupaj postane še slabše, ko Robby zapusti Loralie, saj naj bi ga po njegovih besedah, njegova hči zelo potrebovala. Miley napiše svojo pesem, »Butterfly Fly Away« in jo zapoje skupaj z Robbyjem Rayjem, da bi se razveselila. Ko končata z delom v kokošnjaku, Miley kot Hannah Montana na dobrodelni prireditvi zapoje pesem »Rock Star«, Travis, ki se počuti nekoliko krivega, pa se vseeno udeleži koncerta, da bi podpiral Miley.
Ko Miley opazi Travisa, se sredi pesmi ustavi. Množici pojasni, da tega ne more več početi, saj ji kraj, kjer je trenutno, predstavlja dom. Hannah nato odstrani svetlo lasuljo in občinstvu odkrije, da je v resnici Miley Stewart in da ne more še naprej ostati Hannah, saj ne more več obvladovati obeh življenj. Nato zapoje pesem, ki jo je napisala sama, »The Climb«, vendar jo nato množica prepriča, da bi še naprej nastopala kot Hannah, saj Miley majhna reče, da nihče izmed njih ne bo izdal njene skrivnosti. Naenkrat se pojavi Oswald in Miley fotografira s svojim mobilnim telefonom, vendar ga njegovi hčerki dvojčici prepričata, naj slike izbriše, zaradi česar Oswald da odpoved. Koncert (»You'll Always Find Your Way Back Home«) doživi velik uspeh in Miley spet odide iz Tennesseeja, pred tem pa poljubi Travisa. Njena vera v dvojno življenje je obnovljena.

## Igralska zasedba
- Miley Cyrus kot Miley Stewart/Hannah Montana[5]
- Billy Ray Cyrus kot Robby Ray Stewart[5]
- Emily Osment kot Lilly Truscott[5]
- Jason Earles kot Jackson Stewart[5]
- Mitchel Musso kot Oliver Oken[5]
- Moises Arias kot Rico Suave[5]
- Lucas Till kot Travis Brody[1]
- Vanessa L. Williams kot Vita[1]
- Margo Martindale kot babica Ruby[1]
- Peter Gunn kot Oswald Granger[1]
- Melora Hardin kot Lorelai[1]
- Jared Carter kot Derrick
- Barry Bostwick kot g. Bradley[1]
- Beau Billingslea kot šerif Crowley Cornersa[1]
- Katrina Hagger Smith kot šerifova žena
- Emily Grace Reaves kot Cindy Lou
- Jane Carr kot Lucinda
- Taylor Swift kot ona[1]
- Rascal Flatts kot oni[1]
- Candice Accola kot ona (cameo)[1]
- Josh Childs kot menedžer trgovine[1]
- Steve Rushton kot on (band na Lillyjinem rojstnem dnevu)[1]
- Bucky Covington kot on (band za zbiranje denarja)[1]
- Tyra Banks kot ona[1]

## Produkcija

### Trženje
Za revijo TV Guide sta, med premiero filma Harry Potter in Feniksov red, Billy Ray Cyrus in Miley Cyrus povedala, da bosta posnela filmsko upodobitev njune televizijske serije Hannah Montana, ki se je na Disney Channelu začela predvajati 24. marca leta 2006 in da pričakujeta, da bo film izšel v kinematografih in ne kot Disney Channelov film.
Ker so filmski ustvarjalci še vedno delali na scenariju za film, je Miley Cyrus lahko prispevala svoje ideje. Dejala je, da bi bilo najbolje, če bi se Hannah Montana/Miley Stewart vrnila nazaj v svoje rojstno mesto, Nashville, Tennessee. Ker je večji del serije Hannah Montana sneman v studijih Tribune Studios v Hollywoodu, Los Angeles Kalifornija, Miley Cyrus večino svojega časa preživi stran od svojega doma. Približno osem ur in pol na dan preživi na snemanju, vendar bi se ta čas lahko podaljšal, ko bo postala pravno odrasla.
Kljub temu, da filmski ustvarjalci niso podali nobenih podatkov v zvezi s filmom, je Billy Ray Cyrus v intervjuju za MTV povedal nekaj glavnih detajlov o scenariju. »Bil bo zelo podoben [seriji] in zaradi dejstva, da je Miley tako resnična, njena glasba tako resnična, bomo obdržali veliko realizma,« je razkril takrat petinštiridesetletni country glasbenik. »Vendar mislim, da se bomo nekoliko oddalili od komedije. In ker ga bodo predvajali v kinematografih se bomo trudili, da bo vse videti večje.« Za sam proračun so filmski ustvarjalci porabili 35,0 milijonov ameriških dolarjev.
2. aprila 2008 je Miley Cyrus v svoji oddaji na YouTubeu, imenovani »The Miley & Mandy Show«, spregovorila z Ryanom Seacrestom in povedala, da bo v Tennessee na snemanje odletela v roku »dveh tednov« in bo tam ostala več mesecev. Dejala je, da bo takrat v Tennesseeju še mnogo drugih ljudi, ki bodo zaigrali v filmu in da bo sama veliko časa jahala ter se med drugim udeležila tudi šole.

### Nesreča na snemanju
E! Online je poročal o nesreči med snemanjem, ki se je zgodila 3. junija 2008. Močan veter je odpihnil produkcijski zaslon v mlinsko kolo, polno ljudi, ki so bili stažisti v filmu. Na srečo ni prišlo do resnejše škode. »Ko se je veter ujel v tisto, so se izgubili vsi kabli. Začelo je [leteti],« je povedala stažistka Brenda Blackford za radijsko postajo WKRN-TV. »Gledala sem, da bi videla, kateri kot mlinskega kolesa bo udarilo, kajti to je bilo neizogibno.« Miley Cyrus in njen oče Billy Ray nista bila na snemanju, ko se je nesreča zgodila. Disney je povedal: »Med premorom od snemanja filma Hannah Montana se je pripetila manjša nesreča, ki vključuje del produkcijskih rekvizitov. Na srečo je le nekaj manjše škode. Medicinsko osebje oskrbuje stažiste in filmske ustvarjalce. Nihče izmed glavne igralske zasedbe v času nesreče ni bil prisoten na snemanju. Snemanje se nadaljuje.«

### Snemanje
Snemanje filma Hannah Montana se je pričelo aprila 2008 in je potekalo v Los Angelesu, Kalifornija in Columbiji, Tennessee. Post-produkcija se je pričela julija 2008. Snemanje se je začelo v Los Angelesu, Kalifornija, Združene države Amerike, nekatere scene pa so bile posnete v šoli Franklin High School in na plaži v Santa Monici. Veliko scen so posneli tudi v domačem kraju Miley in Billyja Rayja Cyrusa, v Nashvilleu, Tennessee, ZDA, vključno s sceno, kjer Miley Stewart/Hannah Montana potuje nazaj v svoj rodni kraj in sceno ob koncu filma.
Scena s karnevalom je bila posneta v Smiley Hollowu, Ridgetop, TN, kjer lik Petra Gunna lovi pravo Hannah v gneči in naleti na Jacksona, ki prodaja njene lasulje, zaradi česar vsi okoli njega izgledajo kot Hannah Montana. Zato se njegov lik obrne in začne iskati pravo Hannah.
Pesem, imenovana »Backwards« (so-napisala sta jo Marcel in Tony Mullins, posnela pa jo je glasbena skupina Rascal Flatts) in pesem Taylor Swift, »Crazier«, sta bili del filma, tako kot dve uspešnici britanskega pevca Stevea Rushtona. Tam so bile posnete tudi nekatere druge glasbene točke, vključno s točkama »The Climb« in »You'll Always Find Your Way Back Home«. 500 plačanih stažistov in 1500 prostovoljcev je moralo biti pri roki pri snemanju teh scen. Film vključuje tudi dve pesmi britanskega pevca Stevea Rushtona, vključno z njegovo uspešnico »Game Over«. Steve Rushton je sam napisal obe pesmi in jih nato izvedel v sceni na Lillyjini rojstnodnevni zabavi na pomolu v Santa Monici. V nekaterih scenah Miley jaha konja.
Scena, kjer se Miley stepe s Tyro Banks, je bila v celoti posneta v nakupovalnem centru Cool Springs Galleria Mall (južno od Nashvillea). Posneli so jo na oddelku z ženskimi čevlji trgovine, imenovane Belk. V sceno so bile vključene igralke Miley Cyrus, Vanessa L. Williams in Tyra Banks. Hannah se s Tyro Banks v sceni stepe zaradi para čevljev. Nekatere scene so bile snemane v šoli Franklinski srednji šoli. Šola je služila kot šola Seaviewova srednja šola, eno izmed glavnih prizorišč v televizijski seriji, šola, kjer se šolata Miley in Lilly.

## Glasbene točke
Založba Walt Disney Records je izdala soundtrack filma 24. marca 2009, na tretjo obletnico od prve predvajane sezone televizijske serije Hannah Montana. Soundtrack je vključeval pesmi Miley Cyrus, Hannah Montana, Billyja Rayja Cyrusa, skupine Rascal Flatts, Taylor Swift in Stevea Rushtona. Glasbo naj bi uradno napisal za Oskarja nominiran skladatelj Alan Silvestri, ki je v film vključil tudi novo pesem, ki jo je napisal Glen Ballard, »Butterfly Fly Away«, ki je zapeta tudi v filmu. Kakorkoli že, moral je odstopiti zaradi konfliktov zaradi sporedov snemanja filma GI Joe: Vzpon Kobre, za katerega je tudi napisal glasbo. Namesto njega je vstopil za Oskarja nominiran skladatelj John Debney, ki je svojo glasbo posnel v studiju Hollywood Studio Symphony v Sony Scoring Stage. Soundtrack je pristal na drugem mestu lestvice Billboard 200, saj je v prvem tednu od prodajanja prodal več kot 137.592 kopij izvodov. Po tem, ko je na tem mestu ostal štiri tedne, se je povzpel na prvo mesto. Karaoke verzijo soundtracka so izdali 18. avgusta leta 2009.
| #  | Naslov                                         | Izvajalec(i)                   | Pisatelj(i)                                                                                                   | Čas trajanja | Opombe |
| -- | ---------------------------------------------- | ------------------------------ | --- | ------------ | --- |
| 1  | »You'll Always Find Your Way Back Home«        | Hannah Montana                 | Taylor Swift in Martin Johnson                                                                                | 3:45         | Hannah Montana s pesmijo nastopi kot z zadnjo pesmijo po tem, ko razkrije, kdo je.                                    |
| 2  | »Let's Get Crazy«                              | Hannah Montana                 | Colleen Fitzpatrick, Michael Kotch, Dave Derby, Michael »Smidi« Smith, Stefanie Ridel, Mim Nervo in Liv Nervo | 2:37         | Hannah Montana je s pesmijo nastopila na Lillyjini zabavi za šestnajsti rojstni dan.                                  |
| 3  | »The Good Life«                                | Hannah Montana                 | Matthew Gerrard in Bridget Benenate                                                                           | 2:59         | Uporabljena za ozadje, med tem ko se Hannah Montana in Tyra Banks tepeta za čevlje.                                   |
| 4  | »Everything I Want«                            | Steve Rushton                  | Steve Rushton                                                                                                 | 3:53         | Izvedena na Lillyjini zabavi za šestnajsti rojstni dan medtem ko se Miley in Lilly pogovarjata po telefonu.           |
| 5  | »Don't Walk Away«                              | Miley Cyrus                    | Miley Cyrus, John Shanks in Hillary Lindsey                                                                   | 2:48         | Uporabljena v sceni, kjer Miley zbira jajca v kokošnjaku.                                                             |
| 6  | »Hoedown Throwdown«                            | Miley Cyrus                    | Adam Anders in Nikki Hassman                                                                                  | 3:02         | Miley Stewart jo je izvedla na prireditvi za zbiranje denarja za rešitev travnikov Crowley Cornersa na koncu filma.   |
| 7  | »Dream«                                        | Miley Cyrus                    | John Shanks in Kara DioGuardi                                                                                 | 3:23         | Uporabljena v dveh montažah filma in ob sceni, ki prikazuje spuščanje z vrvjo v napovedniku.                          |
| 8  | »The Climb«                                    | Miley Cyrus                    | Jessi Alexander in Jon Mabe                                                                                   | 3:57         | Miley Stewart s pesmijo nastopi ob koncu filma, ko razkrije, da je Hannah Montana.                                    |
| 9  | »Butterfly Fly Away«                           | Miley Cyrus in Billy Ray Cyrus | Glen Ballard in Alan Silvestri                                                                                | 3:10         | Miley in Robby Ray sta s pesmijo nastopila, ko Miley uniči svoj zmenek. Nato pesem izvedeta tudi v Gazebu na kmetiji. |
| 10 | »Backwards« (akustična verzija)                | Rascal Flatts                  | Marcel in Tony Mullins                                                                                        | 3:25         | Člani skupine Rascal Flatts so pesem izvedli v hiši babice Ruby.                                                      |
| 11 | »Back to Tennessee«                            | Billy Ray Cyrus                | Billy Ray Cyrus, Tamara Dunn in Matthew Wilder                                                                | 4:17         | Robby Ray je s pesmijo nastopil na zbiranju denarja za reševanje travnikov Crowley Cornersa.                          |
| 12 | »Crazier«                                      | Taylor Swift                   | Taylor Swift in Robert Ellis Orrall                                                                           | 3:13         | Taylor Swift je s pesmijo nastopila na zbiranju denarja za reševanje travnikov Crowley Cornersa.                      |
| 13 | »Bless the Broken Road« (akustična verzija)    | Rascal Flatts                  | Bobby Boyd, Jeff Hanna in Marcus Hummon                                                                       | 3:55         | Člani skupine Rascal Flatts so pesem izvedli na verandi v hiši babice Ruby.                                           |
| 14 | »Let's Do This«                                | Hannah Montana                 | Derek George, Tim Owens, Adam Tefteller in Ali Theodore                                                       | 3:32         | Uporabljeno med zamenjavo scen.                                                                                       |
| 15 | »Spotlight«                                    | Hannah Montana                 | Scott Cutler in Anne Preven                                                                                   | 3:07         | Uporabljeno med zamenjavo scen.                                                                                       |
| 16 | »Game Over«                                    | Steve Rushton                  | Steve Rushton, Antony Westgate in Nigel Clark                                                                 | 3:53         | Predvajana na Lillyjini zabavi za šestnajsti rojstni dan.                                                             |
| 17 | »What's Not to Like«                           | Miley Cyrus                    | Matthew Gerrard in Robbie Nevil                                                                               | 3:14         | Ni del filma |
| 18 | »The Best of Both Worlds (filmski remix 2009)« | Hannah Montana                 | Matthew Gerrard in Robbie Nevil                                                                               | 3:07         | Hannah Montana je s pesmijo nastopila na začetku filma.                                                               |

## Trženje
15. januarja 2009 je izšel uradni napovednik filma, hkrati pa je na uradni spletni strani filma izšel prvi poster filma, Odlomek iz filma je izšel na Disney Channelu v decembru 2008, saj je bil vključen v prireditev ob novoletnem večeru.
16. februarja 2009 so se ekskluzivno na Disney Channelu prvič predvajali videospoti za pesmi »The Climb« in »Hoedown Throwdown« iz sountracka filma Hannah Montana: The Movie, ki ju je zapela Miley Cyrus. Miley Cyrus je promovirala film in nastopila z glavnim singlom iz sountracka filma, »The Climb« nastopila na mnogih pogovornih oddajah, kot so The Tonight Show with Jay Leno, Good Morning America, The Tyra Banks Show, in Rachael Ray. S pesmijo je 16. aprila 2009 nastopila na oddaji American Idol.
Videoigra, ki je temeljila na filmu je izšla 7. aprila 2009, tri dneve pred izidom filma. Igro je razkrilo podjetje ESRB.

## Izid
Od decembra 2008 je film ocenjen s strani organizacije Motion Picture Association of America za občinstvo vseh starosti.
Film Hannah Montana je svetovno premiero doživel 2. aprila v Los Angelesu, v Združenem kraljestvu pa se je prvič predvajal v Londonu 23. aprila 2009 in v kinematografih (v Veliki Britaniji in na Irskem) prvič izšel 1. maja 2009. Podjetje Play Along Toys je izdalo lutke, ki temeljijo na likih iz filma.

### Zaslužek
V prvem dnevu od izida je film zaslužil 17.436.095 $, v prvem tednu od izida pa 32.324.487 $. S povprečno 10.367 zasluženimi dolarji na kinematograf (izšel je v 3.118 teatrih) je film postal najbolje prodajani film tistega tedna. Kakorkoli že, v naslednjem tednu se je prodaja znižala za 58% in film je postal tretji najbolje prodajani film tedna. Nazadnje je film zaslužil 79.576.189 $ v Združenih državah Amerike in Kanadi ter 75.969.090 $ vsepovsod drugod, torej 155.545.279 $ po svetu.

### Kritike
Na spletni strani Rotten Tomatoes je filmu pozitivno oceno dodelilo 44% od 119 obiskovalcev, povprečna ocena pa je bila 5.2 (najvišja možna ocena je 10). Entertainment Weekly je film pohvalil: »Površinski nauk filma je to, da zvezdništvo izgleda lahko delo, vendar je v resnici zelo težko. Resnični nauk filma pa je, kot vedno, to, da če je Miley lahko Hannah, je lahko vsako dekle - če se le dovolj potrudi - zvezdnica.«
Peter Hartlaub iz revije San Francisco Chronicle je film Hannah Montana pohvalil: »Film Hannah Montana ni odvraten. Liki so dobri, z lahkoto sledimo zgodbi in vse pesmi zvenijo podobno, zaradi česar ti ena zagotovo ostane v glavi. Vendar celo če dajo blagoslov mlajšim gledalcem, ki si želijo videti film, naj se odrasli kinematografov izogibajo, kolikor se jim morejo. Če nisi več dovolj star za Hannah Montana, se ti bo film zdel kot kazen.«
Atomic Popcorn je film pohvalil: »Hip-hop in country. Kot pravi uvodna pesem za serijo Hannah Montana 'dobiš najboljše obeh svetov' ('you get the best of both worlds'). Deset minut, preden se je film pričel, sta dve vrsti, ki so bile sestavljene iz deklet, starih okoli 14 let, začeli peti uvodno pesem. In spet in spet. Majhne šest- do desetletnice so glasbo zapolnile s plesom na sedežih in petjem. Moja šestnajstletna hči se je na široko nasmehnila. 'Mar ni zabavno?' sem ji rekel z izbranim nasmehom. 'Še kar.'«
Tudi kritiki preko blogov so pohvalili in videli film: »Ta film je vsekakor uspešnica za ciljno občinstvo z najboljšim možnim dnem za odprtje. Predvidljiv konec je daleč od zabavnega tona za obravnavo drame, vključno z dvema glavnima likoma. Nekateri stereotipi in komercializem oslabijo film, vendar lahko ciljna in splošna javnost najde veliko privlačnih elementov in oboževalci Hannah Montane ne bodo bili razočarani.«

### DVD in Blue-Ray
Film Hannah Montana je na DVD-ju in Blu-ray-ju izšel 18. avgusta 2009.
Film Hannah Montana je na DVD-ju in Blu-ray-ju v Veliki Britaniji izšel 7. septembra tistega leta. Na DVD-ju, Blu-Ray-ju in digitalno preko Disney Digital je film v Avstraliji izšel 21. oktobra. Prvi teden od izida so prodali 1.556.576 kopij DVD-jev, kar jim je prineslo 27,5 milijonov $ prihodka. Do danes se je prodalo več kot 3.274.546 kopij DVD-jev, kar je za filmske ustvrajalce pomenilo 58,92 milijonov $ prihodka. Dodatki med drugim vključujejo tudi prizore za scenami.
Izdali so tri različne verzije:
- 1-disk - DVD (normalen DVD)
- 2-diska - DVD (normalni DVD in digitalna kopija)
- 3-diski - Blu-ray (Blu-ray, normalni DVD in digitalna kopija)

### Nagrade in nominacije
28. marca 2009, tik preden so izdali film, je pesem iz filma, »The Climb«, prejela nominacijo na podelitvi nagrad Nickelodeon Kids' Choice Awards leta 2009. 31. maja 2009 je Miley Cyrus dobila nagrado za »najboljšo pesem filma« na podelitvi nagrad MTV Movie Awards leta 2009 in prejela nominacijo za »ženski prebojni nastop«, vendar je nagrado v tej kategoriji nazadnje dobila Ashley Tisdale.
Pesem »The Climb« je bila nominirana tudi za Grammyja, vendar je bila nominacija en teden po objavi razveljavljena.
Film je prejel dve nominaciji za Zlato malino na trideseti podelitvi nagrad in sicer v kategoriji za »najslabšo igralko« (Miley Cyrus) in za »najslabšega stranskega igralca« (Billy Ray Cyrus). Starejši Cyrus je nagrado v svoji kategoriji tudi dobil.
| Leto                   | Kategorija                                             | Prejemnik                          | Osvojeno?    |
| Zlate maline           | Zlate maline                                           | Zlate maline                       | Zlate maline |
| ---------------------- | ------------------------------------------------------ | ---------------------------------- | ------------ |
| 2010                   | Najslabša igralka                                      | Miley Cyrus                        | Ne           |
| 2010                   | Najslabši stranski igralec                             | Billy Ray Cyrus                    | Da           |
| MTV Movie Awards       |                                                        |                                    |              |
| 2009                   | Najboljša pesem iz filma                               | Miley Cyrus (za pesem »The Climb«) | Da           |
| 2009                   | Ženski prebojni nastop                                 | Miley Cyrus                        | Nominacija   |
| Teen Choice Awards     |                                                        |                                    |              |
| 2009                   | Izbira glasbe: Singl                                   | Miley Cyrus (za pesem »The Climb«) | Da           |
| 2009                   | Izbira filmske igralke: Glasba/Ples                    | Miley Cyrus                        | Da           |
| 2009                   | Izbira filmske osebnosti                               | Miley Cyrus                        | Da           |
| 2009                   | Izbira filmskega igralca: Glasba/Ples                  | Jason Earles                       | Ne           |
| 2009                   | Izbira novega ženskega filmskega obraza                | Emily Osment                       | Ne           |
| 2009                   | Izbira filmske šminke                                  | Miley Cyrus in Lucas Till          | Ne           |
| 2009                   | Izbira filma: Glasba/Ples                              | Film                               | Ne           |
| 2009                   | Izbira glasbenega albuma: Soundtrack                   | Film                               | Ne           |
| American Music Awards  |                                                        |                                    |              |
| 2009                   | Najljubši soundtrack                                   | Soundtrack                         | Ne           |
| People's Choice Awards |                                                        |                                    |              |
| 2010                   | Najljubši preboj filmske igralke                       | Miley Cyrus                        | Da           |
| Kids' Choice Awards    |                                                        |                                    |              |
| 2010                   | Najljubša filmska igralka                              | Miley Cyrus                        | Da           |
| Emmyji                 |                                                        |                                    |              |
| 2010                   | Najboljši televizijski film, prikazan v kinematografih |                                    | Da           |